# Inhibition de l'agglutination
L'Inhibition de l'agglutination est une technique d'immuno-hématologie permettant de mettre en évidence un antigène soluble présent dans un liquide biologique.

## Principe
Lorsque l’antigène est de nature particulaire, la réaction de l’anticorps avec l’antigène peut être détectée par des tests d’agglutination de l’antigène.
Chez un malade, pour rechercher des anticorps, trace de l'infection virale, on emploie la réaction d'inhibition de l'hémagglutination. Dans un premier temps, on met en présence une suspension du virus suspecté et le sérum du malade ; dans un second temps, on ajoute les globules rouges. L'hémagglutination n'est visible que dans le cas où le sérum analysé ne contient pas les anticorps spécifiques qui masquent les sites hémagglutinants. Cette technique rend possible, notamment, le diagnostic de la rubéole et de la grippe.
L'agglutination peut être obtenu par le gel.

## Exemples
Cette technique permet de détecter les staphylocoques ou le virus de Newcastle.